# Грибулек
Грибулек (рос. Грибулек) — присілок в Палкінському районі Псковської області Російської Федерації.
Населення становить 16 осіб. Входить до складу муніципального утворення Качановська волость.

## Історія
Від 2015 року входить до складу муніципального утворення Качановська волость.

## Населення
| 2001 | 2002 | 2010 | 2016 |
| ---- | ---- | ---- | ---- |
| 15   | ↗18  | ↘16  | →16  |